# Тімпсон (Техас)
Тімпсон (англ. Timpson) — місто (англ. city) в США, в окрузі Шелбі штату Техас. Населення — 989 осіб (2020).

## Географія
Тімпсон розташований за координатами 31°54′25″ пн. ш. 94°23′49″ зх. д. / 31.90694° пн. ш. 94.39694° зх. д. (31.906912, -94.397056).  За даними Бюро перепису населення США в 2010 році місто мало площу 6,52 км², з яких 6,51 км² — суходіл та 0,01 км² — водойми.

## Демографія
Згідно з переписом 2010 року, у місті мешкало 1155 осіб у 472 домогосподарствах у складі 275 родин. Густота населення становила 177 осіб/км².  Було 600 помешкань (92/км²).
Расовий склад населення:
| - 59,7 % — білих - 32,6 % — чорних або афроамериканців - 0,1 % — азіатів - 5,5 % — осіб інших рас |

До двох чи більше рас належало 2,1 %. Частка іспаномовних становила 8,7 % від усіх жителів.
За віковим діапазоном населення розподілялося таким чином: 26,8 % — особи молодші 18 років, 56,1 % — особи у віці 18—64 років, 17,1 % — особи у віці 65 років та старші. Медіана віку мешканця становила 34,9 року. На 100 осіб жіночої статі у місті припадало 93,1 чоловіків;  на 100 жінок у віці від 18 років та старших — 82,9 чоловіків також старших 18 років.
Середній дохід на одне домашнє господарство  становив 35 833 долари США (медіана — 22 396), а середній дохід на одну сім'ю — 46 286 доларів (медіана — 32 868). Медіана доходів становила 40 170 доларів для чоловіків та 19 757 доларів для жінок. За межею бідності перебувало 42,7 % осіб, у тому числі 59,9 % дітей у віці до 18 років та 25,2 % осіб у віці 65 років та старших.
Цивільне працевлаштоване населення становило 575 осіб. Основні галузі зайнятості: освіта, охорона здоров'я та соціальна допомога — 20,5 %, сільське господарство, лісництво, риболовля — 17,0 %, мистецтво, розваги та відпочинок — 16,7 %.